# Juprelle
Juprelle är en kommun i Belgien.   Den ligger i provinsen Liège och regionen Vallonien, i den östra delen av landet, 80 km öster om huvudstaden Bryssel. Antalet invånare är 8 921.
Runt Juprelle är det i huvudsak tätbebyggt. Runt Juprelle är det mycket tätbefolkat, med 2 521 invånare per kvadratkilometer.